# Sonet Records
Sonet Records is een Zweeds platenlabel, dat zich vooral richt op het uitbrengen van jazz-platen.
Het label werd in 1957 opgericht door de Zweden Sven Lindholm en Gunnar Bergström, die eerder een onderneming hadden die platen importeerde. In 1960 voegde zich Dag Häggquist bij de leiding, die zelf met de pianist Rune Öfwermann al het label Gazell Records was begonnen. Sonet nam de catalogus van Gazell Records over en breidde dankzij commerciële successen als hits van Bill Haley snel uit met kantoren in Europa en activiteiten in film, video en andere visuele kunsten. Ook werd het eigenaar van het Deense jazz- en blueslabel Storyville Records.
Sonet Records bracht platen uit van Scandinavische jazzmusici als Svend Asmussen, Arne Domnerus, Rolf Ericson, Lars Gullin, Bengt Hallberg en Karin Krog en talloze jazzplaten van Amerikaanse muzikanten. Enkele namen: Chet Baker, Ruby Braff, Benny Carter, Don Cherry, Art Farmer, Dizzy Gillespie, Lionel Hampton, Barney Kessel, Archie Shepp en Toots Thielemans. Tevens verschenen er bluesplaten van onder meer Albert Collins en Lonnie Brooks.
Lindholm en Bergström hadden de leiding tot in de jaren tachtig. Rond 1990 werd het label overgenomen door PolyGram en is sinds 1998 onderdeel van Universal Music Group.